# Darlin' (band)
Darlin' was een Franse rockband. De band werd in 1992 opgericht door Laurent Brancowitz, Thomas Bangalter en Guy-Manuel de Homem-Christo. Darlin' bracht in totaal vier nummers uit op het label Duophonic van Stereolab.

## Etymologie
De naam Darlin' is afkomstig van het gelĳknamige nummer van The Beach Boys.

## Biografie
Darlin' nam in totaal vier nummers op op het label Duophonic van Stereolab. De eerste twee werden uitgebracht op de Shimmies In Super 8-compilatie, een album met - naast Darlin' - nummers van Stereolab, Huggy Bear en Colm. De andere twee nummers verschenen in 1995 op het compilatie-album De La Viande Pour Le Disco?, uitgebracht door Banana Split. De compilatie werd uitgebracht op cassette en bevatte de nummers Untitled 18 en Untitled 33 van Darlin'.

## Ontvangst
Het Britse tĳdschrift Melody Maker plaatste een recensie van Shimmies In Super 8. Het album werd omschreven als daft punky thrash (maffe punktroep).

## Na Darlin'
Na het uitbrengen van de nummers vormden Bangalter en de Homem-Christo een nieuwe band in een ander genre (electro): Daft Punk. Brancowitz werd lid van de band Phoenix van zĳn jongere broer Christian Mazzalai. De drie bandleden van Darlin' bleven echter bevriend met elkaar en deelden in oktober 2010 wederom het podium, toen Bangalter en de Homem-Christo als Daft Punk een verrassingsoptreden met Phoenix gaven in Madison Square Garden.

## Discografie
- Shimmies In Super 8 (april 1993, Duophonic - compilatie-album met Stereolab, Huggy Bear en Colm), met daarop de nummers Cindy So Loud en een instrumentale cover van Darlin';
- De La Viande Pour Le Disco? (1995, Banana Split - compilatie-album), met daarop de nummers Untitled 18 en Untitled 33.

- International Standard Name Identifier: 0000 0004 7088 0381
- MusicBrainz: 213b7d3b-db5b-45f1-9cf6-27c2c894ca8a